# Ardarico
Ardarico fue un rey de los gépidos durante el siglo V. Según Jordanes, el historiador del siglo VI, fue uno de los seguidores más fervientes de Atila, destacado por su lealtad y sabiduría, y al que Atila «apreciaba por encima de todos los demás generales». En el año 451, Atila se enfrentó a una coalición de romanos y foederati mandada por Flavio Aecio en la batalla de los Campos Cataláunicos que tuvo lugar en el norte de Galia. La batalla terminó con la retirada de las fuerzas de Atila, pero Ardarico permaneció fiel a su señor huno. Cuando Atila hizo otro intento de penetrar en Italia, sus tropas lograron conquistar Aquileia, Pavía y Milán. Sin embargo, la enfermedad golpeó a su ejército, y tuvieron que retirarse a la Gran llanura húngara, donde Atila murió en 453.
Después del entierro de Atila, su hijo mayor, Elac, se alzó con el poder. Apoyado por el lugarteniente de Atila, Onegesio, quiso el control absoluto de todos los territorios de Atila, pero sus hermanos, Dengizik y Ernak, se opusieron, reclamando reinos propios. En 454 Ardarico, con sus aliados ostrogodos, se enfrentó a los hunos en la batalla de Nedao, obteniendo una victoria decisiva, y resultando muerto Elac.
Así terminó la supremacía de los hunos en Europa. 